# Бартодзєє (Великопольське воєводство)
Бартодзєє (пол. Bartodzieje, нім. Bartelsee) — село в Польщі, у гміні Вонґровець Вонґровецького повіту Великопольського воєводства.
Населення — 488 осіб (2011).
У 1975-1998 роках село належало до Пільського воєводства.

## Демографія
Демографічна структура станом на 31 березня 2011 року:
|          | Загалом | Допрацездатний вік | Працездатний вік | Постпрацездатний вік |
| -------- | ------- | ------------------ | ---------------- | -------------------- |
| Чоловіки | 249     | 58                 | 176              | 15                   |
| Жінки    | 239     | 60                 | 141              | 38                   |
| Разом    | 488     | 118                | 317              | 53                   |